# Новый Одеон
«Новый Одеон» — российский художественный фильм режиссёра Анатолия Эйрамджана 1992 года, сборник киноновелл.
По поводу названия сам режиссёр сказал так:

«Одеон» — так в Древней Греции назывались увеселительные заведения. У нас — «Новый Одеон», а это значит, что у нас тоже должно быть весело и, поскольку мы не знаем, как веселили в Древней Греции, то мы веселим, как можем.

## Сюжет
Фильм представляет собой сборник коротких новелл, которые объединяют общие герои — Саша (Александр Панкратов-Чёрный) и Дима (Дмитрий Харатьян), участвующие в различных ситуациях в различных ролях. Зрители видят двух героев нищими в подземном переходе, оберштурмбаннфюрерами в гитлеровском Гестапо, очаровательными женщинами, гусарами на светском рауте, рэкетирами, миллионерами, героями порнофильма, ковбоями.

## В ролях
- Александр Панкратов-Чёрный — Саша, милиционер / эсэсовец / рыболов / глава многочисленной семьи / начальник отдела / заложник в лифте / покупатель–кавказец/ поручик Ржевский / официант / ковбой
- Дмитрий Харатьян — Дмитрий Северцев, научный сотрудник-ловелас / советский разведчик, внедрённый в гестапо / порноактёр в немецком фильме / посетитель ресторана / продавец / террорист в лифте / студент / молодой гусар / ковбой
- Ирина Муравьёва — главврач психиатрической больницы
- Татьяна Васильева — порноактриса в немецком фильме /светская дама
- Марина Майко — любовница Димы Северцева, официантка в ресторане, дама времён поручика Ржевского,
- Михаил Державин — диспетчер лифтов /официант / прохожий / оберштурмбаннфюрер Брюннер
- Георгий Мартиросьян — сосед в лифте с мамой, муж любовницы Дмитрия Северцова
- Михаил Кокшенов — второй продавец (подставной покупатель) / сотрудник Пищиков
- Елена Скороходова — любовница Бакланова
- Роксана Бабаян — жена покупателя (Александр Панкратов-Чёрный)
- Любовь Полищук — жена главы многочисленной семьи / балерина
- Карен Аванесян — резидент Яков Христофорович / сотрудник Авагимян
- Валерий Носик — сотрудник Оськин
- Владимир Меньшов — сотрудник Михайлов
- Евгений Моргунов — сотрудник Блохин
- Людмила Иванова — Марья Васильевна, соседка (заложница в лифте) / тёща главы многочисленной семьи
- Даниил Белых — эпизод
- Анатолий Эйрамджан — Аркадий Эдуардович, начальник Дмитрия Северцева